# Nord-Süd-Stadtbahn
| Karte der Nord-Süd-Stadtbahn |                      |                                                                      |                                                                      |
| Streckenlänge: | 4 km                 |                                                                      |                                                                      |
| Spurweite: | 1435 mm (Normalspur) |                                                                      |                                                                      |
| |                      |                                                                      |                                                                      |
| Stationen: | 9                    |                                                                      |                                                                      |
| Verlauf |                      |                                                                      |                                                                      |
| \| \| \| vom Ebertplatz \| \| \| \| \| vom Appellhofplatz \| \| \| \| \| Breslauer Platz/Hbf \| \| \| \| \| Dom/Hbf \| \| \| \| \| (Beginn 1. Baustufe) \| \| \| \| \| (Abzweig niveaugleich) \| \| \| \| \| Rathaus \| \| \| \| \| Heumarkt \| \| \| \| \| \| \| \| \| \| Gleiswechsel Waidmarkt Streckentrennung (Einsturzstelle Stadtarchiv) \| \| \| \| \| \| \| \| \| \| Severinstraße \| \| \| \| \| Kartäuserhof \| \| \| \| \| Chlodwigplatz \| \| \| \| \| Bonner Wall \| \| \| \| \| zur Rheinuferbahn (2. Baustufe) \| \| \| \| \| Ende des Nord-Süd-Tunnels \| \| \| \| \| Marktstraße \| \| \| \| \| (Ende 1. Baustufe, Beginn 3. Baustufe (im Bau)) \| \| \| \| \| Cäsarstraße \| \| \| \| \| Bonner Straße/Gürtel \| \| \| \| \| Ahrweilerstraße \| \| \| \| \| Arnoldshöhe \| \| \| \| \| (Ende 3. Baustufe, Beginn 4. Baustufe) \| \| |                      |                                                                      |                                                                      |
| U-Bahn-Strecke (im Tunnel) |                      | vom Ebertplatz                                                       | vom Ebertplatz                                                       |
| U-Bahn-Strecke von rechts (im Tunnel) · U-Bahn-Strecke (im Tunnel) |                      | vom Appellhofplatz                                                   | vom Appellhofplatz                                                   |
| U-Bahn-Strecke (im Tunnel) · U-Bahn-Bahnhof (im Tunnel) |                      | Breslauer Platz/Hbf                                                  | Breslauer Platz/Hbf                                                  |
| U-Bahn-Bahnhof (im Tunnel) · U-Bahn-Strecke (im Tunnel) |                      | Dom/Hbf                                                              | Dom/Hbf                                                              |
| U-Bahn-Abzweig geradeaus, nach links und von links (im Tunnel) · U-Bahn-Abzweig ehemals geradeaus und nach rechts (im Tunnel) |                      | (Beginn 1. Baustufe)                                                 | (Beginn 1. Baustufe)                                                 |
| U-Bahn-Abzweig geradeaus und ehemals von links (im Tunnel) · U-Bahn-Strecke nach rechts (außer Betrieb) (im Tunnel) |                      | (Abzweig niveaugleich)                                               | (Abzweig niveaugleich)                                               |
| U-Bahn-Haltepunkt / Haltestelle (im Tunnel) |                      | Rathaus                                                              | Rathaus                                                              |
| U-Bahn-Turmhaltepunkt (im Tunnel) |                      | Heumarkt                                                             | Heumarkt                                                             |
| |                      |                                                                      |                                                                      |
| U-Bahn-Überleitstelle / Spurwechsel (Strecke außer Betrieb) (im Tunnel) |                      | Gleiswechsel Waidmarkt Streckentrennung (Einsturzstelle Stadtarchiv) | Gleiswechsel Waidmarkt Streckentrennung (Einsturzstelle Stadtarchiv) |
| |                      |                                                                      |                                                                      |
| U-Bahn-Turmhaltepunkt (im Tunnel) |                      | Severinstraße                                                        | Severinstraße                                                        |
| U-Bahn-Haltepunkt / Haltestelle (im Tunnel) |                      | Kartäuserhof                                                         | Kartäuserhof                                                         |
| U-Bahn-Turmhaltepunkt (im Tunnel) |                      | Chlodwigplatz                                                        | Chlodwigplatz                                                        |
| U-Bahn-Haltepunkt / Haltestelle (im Tunnel) |                      | Bonner Wall                                                          | Bonner Wall                                                          |
| U-Bahn-Abzweig ehemals geradeaus und nach links (im Tunnel) · U-Bahn-Strecke quer (im Tunnel) |                      | zur Rheinuferbahn (2. Baustufe)                                      | zur Rheinuferbahn (2. Baustufe)                                      |
| U-Bahn-Tunnelende (Strecke außer Betrieb) |                      | Ende des Nord-Süd-Tunnels                                            | Ende des Nord-Süd-Tunnels                                            |
| U-Bahn-Bahnhof (Strecke außer Betrieb) |                      | Marktstraße                                                          | Marktstraße                                                          |
| U-Bahn-Wechsel des Eisenbahninfrastrukturunternehmens (Strecke außer Betrieb) |                      | (Ende 1. Baustufe, Beginn 3. Baustufe (im Bau))                      | (Ende 1. Baustufe, Beginn 3. Baustufe (im Bau))                      |
| U-Bahn-Haltepunkt / Haltestelle (Strecke außer Betrieb) |                      | Cäsarstraße                                                          | Cäsarstraße                                                          |
| U-Bahn-Haltepunkt / Haltestelle (Strecke außer Betrieb) |                      | Bonner Straße/Gürtel                                                 | Bonner Straße/Gürtel                                                 |
| U-Bahn-Haltepunkt / Haltestelle (Strecke außer Betrieb) |                      | Ahrweilerstraße                                                      | Ahrweilerstraße                                                      |
| U-Bahn-Bahnhof (Strecke außer Betrieb) |                      | Arnoldshöhe                                                          | Arnoldshöhe                                                          |
| U-Bahn-Wechsel des Eisenbahninfrastrukturunternehmens (Strecke außer Betrieb) |                      | (Ende 3. Baustufe, Beginn 4. Baustufe)                               | (Ende 3. Baustufe, Beginn 4. Baustufe)                               |

Bauschild der Stadtbahn Köln-Süd am Rosenmontag 2010

Die Nord-Süd-Stadtbahn ist ein Projekt zur Erweiterung der Kölner Stadtbahn mit einer Tunnelstrecke unter der Kölner Altstadt zwischen dem bestehenden Innenstadttunnel und dem Rhein.
Die Kölner Verkehrs-Betriebe (KVB) als Bauherr bezeichnet die Erweiterung als das zu seiner Zeit größte städtebauliche Projekt Deutschlands, mit 2008 auf eine Höhe von 1,1 Milliarden Euro bezifferten Baukosten. In eigenen Publikationen bezeichnet es die KVB ‒ entgegen der geltenden Rechtschreibung ‒ zumeist als Nord-Süd Stadtbahn.
Während der Bauausführung ereigneten sich zahlreiche Zwischenfälle, als folgenschwerster der Einsturz des Historischen Archivs der Stadt Köln am 3. März 2009. Die Inbetriebnahme der Gesamtstrecke ist zum Anfang der 2030er Jahre geplant.

## Projektbeschreibung
Das Projekt umfasst gemäß der ursprünglichen Planung drei Baustufen mit einer Gesamtstreckenlänge von rund 6,6 Kilometern. Die beiden ersten sollten ursprünglich zeitgleich 2010 oder 2011 in Betrieb gehen.
Die Projektleitung hat das Amt für Brücken und Stadtbahnbau der Stadt Köln inne. Die Bauaufsicht führte zunächst die KVB selbst, bis in der Folge des Einsturzes des Historischen Archivs die zuständige Bezirksregierung Düsseldorf diese Aufgabe am 16. April 2009 dem Ingenieurbüro Spiekermann übertrug.

### Erste Baustufe
Die erste Baustufe umfasst die rund vier Kilometer lange Tunnelstrecke unter der Kölner Altstadt. Die zwei eingleisigen Tunnelröhren beginnen am Breslauer Platz auf der Nordseite des Hauptbahnhofs, unterqueren den Bahndamm und die Philharmonie, bevor sie sich mit einem bestehenden Tunnelstutzen vom U-Bahnhof Dom/Hauptbahnhof vereinigen. Die Tunnel unterqueren die Bebauung der Altstadt vom Alter Markt (Station Rathaus) über den Heumarkt bis zum Waidmarkt in einer Tiefe von bis zu 28 Metern und folgen dann der Severinstraße und Bonner Straße. Südlich des U-Bahnhofs Bonner Wall kommt die Strecke an die Oberfläche. Die erste Baustufe endet oberirdisch an der dreigleisigen Haltestelle Marktstraße.
Durch den Einsturz und seine Folgen wurde die erste Baustufe faktisch dreigeteilt. Der mittlere Teil an der Einsturzstelle am Waidmarkt wird voraussichtlich 2032 fertiggestellt.
Der Teil nördlich der Einsturzstelle ging mit einem Vorlaufbetrieb der Linie 5 in Betrieb: Zwischen Dom/Hbf und Rathaus im Dezember 2012, weiter bis zum Heumarkt im Dezember 2013.
Den Teil südlich der Einsturzstelle ab der Umsteigestation Severinstraße einschließlich des Abzweigs zur zweiten Baustufe südlich der Haltestelle Bonner Wall befährt seit 2015 die Linie 17. Das Stück zur Station Marktstraße wird nicht genutzt.

### Zweite Baustufe

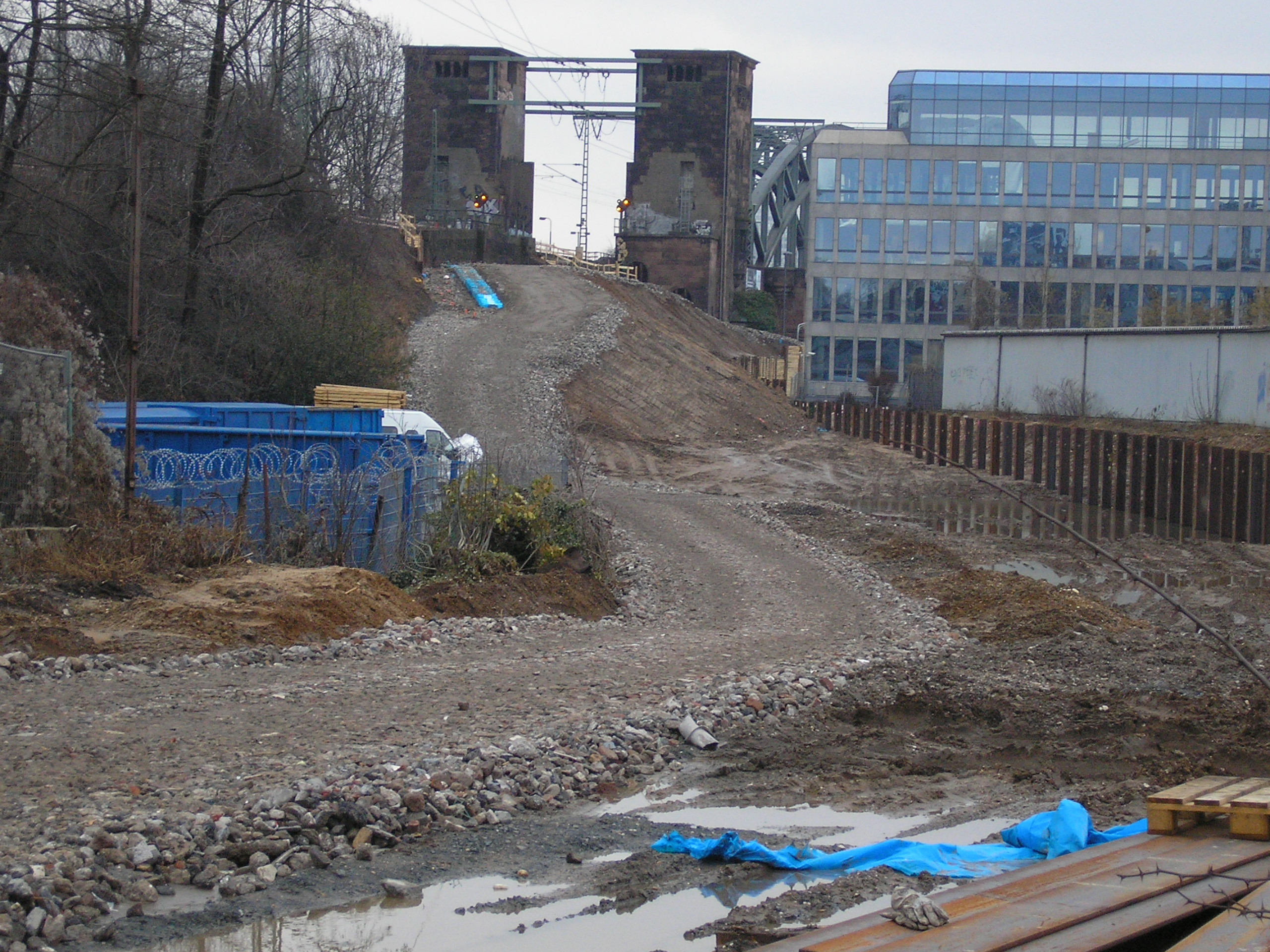
Baustelle der 2. Baustufe

Die kürzere zweite Baustufe umfasst rund 600 Meter Strecke und zweigt an der Haltestelle Bonner Wall vom Tunnel der Nord-Süd-Stadtbahn ab. Die Gleise werden unterirdisch südlich des Bahndamms der Güterumgehungsbahn in Richtung Rhein geführt, verlassen dann den Tunnel und schließen südlich der Südbrücke, in Richtung der Haltestelle Schönhauser Straße, an die bestehende Rheinuferbahn mit der Linie 16 an.
Die Rheinuferstraße wird höhengleich gequert. Eine unterirdische Querung wurde aus Kostengründen und wegen technischer Schwierigkeiten, vor allem wegen des dann nötigen Hochwasserschutzes, verworfen. Jedoch wurde das Fundament der Querung so ausgelegt, dass der eventuelle spätere Bau eines kurzen Straßentunnels ohne Betriebsunterbrechung des Bahnverkehrs möglich wäre.
Die zweite Baustufe ging Ende 2015 mit der Linie 17 in Betrieb. Die Inbetriebnahme gleichzeitig mit dem ersten Bauabschnitt war notwendig, um die Förderfähigkeit des Gesamtprojekts zu erhalten.

### Dritte Baustufe
Die dritte Baustufe umfasst die zwei Kilometer lange oberirdische Verlängerung der Nord-Süd-Stadtbahn von der Haltestelle Marktstraße bis zur Arnoldshöhe am Verteilerkreis, dem Anfang der A 555. Die Gleise sollen im Mittelstreifen der Bonner Straße liegen, der Straßenraum zugleich neu geordnet werden.
Hauptstreitpunkte waren die Anzahl der für den Individualverkehr verbleibenden Fahrstreifen der Bonner Straße, die Zahl wegfallender Parkplätze und zu fällender Straßenbäume, der Abbruch einzelner Häuser entlang der Strecke sowie die Position einer Park-and-ride-Anlage am südlichen Ende. Anfang 2008 wurde beschlossen, die Bonner Straße nördlich des Gürtels auf zwei Fahrstreifen zurückzubauen, aber zwischen Gürtel und Verteilerkreis die vierstreifige Fahrbahn beizubehalten.
Ursprünglich sollte der dritte Bauabschnitt zusammen mit den anderen beiden, ungefähr im Jahr 2010, fertiggestellt werden, was mangels fertiger Planungen und Finanzierung frühzeitig aufgegeben wurde.
Im Januar 2013 begann die Stadt Köln, die betroffenen Bürger der südlichen Stadtteile detaillierter über den derzeitigen Planungsstand zu informieren. Das erforderliche Planfeststellungsverfahren wurde Ende 2013 beantragt. Nach Verzögerungen im Planfeststellungsverfahren und laufenden Klageverfahren begannen im Februar 2018 die vorbereitenden Arbeiten durch den Energieversorger und die Stadtentwässerungsbetriebe. Nachdem zunächst von der KVB eine Fertigstellung der Arbeiten bis 2025 anvisiert wurde, kommt es durch Kampfmitteluntersuchungen zu einer Verzögerung bis voraussichtlich Ende 2027.

### Vierte Baustufe
In einer vierten Baustufe soll die Strecke auf einer Länge von etwa fünf Kilometern oberirdisch, mit entsprechenden Haltestellen, über die Ortschaft Rondorf bis hin nach Meschenich geführt werden. Dieser Bauabschnitt wird von der Stadt Köln jedoch nicht als vierter Bauabschnitt der Nord-Süd-Stadtbahn bezeichnet, sondern als StadtBahn Süd. In Meschenich soll die Bahn vorerst am nördlichen Ortsausgang enden. Eine etwa 1 km lange Weiterführung durch den Ort bis zu dessen südlichem Rand ist dann möglich, wenn unter anderem die Finanzierungsfrage hierzu positiv geklärt werden kann. Eine weitere etwa 2 km lange Verlängerung zur Querbahn und damit nach Brühl ist theoretisch denkbar, wird derzeit aber nicht konkret geplant.
Vor Beginn der Bauarbeiten zur dritten Baustufe ist mit Planungen zur vierten Baustufe begonnen worden. Die konkreten Ergebnisse hierzu wurden ab dem zweiten Halbjahr 2017 in der Verwaltung, Politik und der Öffentlichkeit diskutiert. Als strittig erwies sich die Weiterführung der Bahntrasse über den sog. Verteilerkreis Süd, der sich gleich zu Beginn der neuen Trasse unmittelbar hinter der letzten noch zu bauenden Haltestelle Arnoldshöhe der dritten Baustufe anschließt.
Drei Hauptvarianten waren denkbar bzw. im Gespräch: Erstens eine Unterführungslösung durch einen Tunnel, zweitens ein Überführungslösung mit einer Brücke (sog. Fly-Over-Lösung) und drittens eine ebenerdige Überquerung des Kreisels wohl mit einer Ampellösung. Aufgrund starker Kritik an der ersten und insbesondere der zweiten Lösungsvariante schien die erst kürzlich ins Gespräch gebrachte dritte Variante einer ebenerdigen Weiterführung die aussichtsreichste Lösung zu sein. Der Stadtrat hat inzwischen die Brücke über den Verteilerkreisel als Vorzugsvariante in die weitere Planung gegeben, die ebenerdige Querung bleibt als Alternative allerdings auch Teil der Planungen, wobei die Unterführungslösung dabei ausgeschlossen wurde. Die Brücke wurde als Vorzugsvariante ausgewählt, da diese den Autoverkehr auf der zu überquerenden Militärringstraße weniger stört, die Strecke dadurch insgesamt um etwa 700 m kürzer ist, die Buslinie 132 komplett ersetzt werden kann, weniger in den äußeren Grüngürtel und in ein benachbartes denkmalgeschütztes Wohngebiet eingegriffen werden muss und die derzeitige Planung des Neubaugebiets Rondorf Nord-West diese Variante vorsieht, dadurch also keine Umplanungen anfallen.
Im bereits beschlossenen Teil durch Rondorf sind dabei die drei Haltestellen „Rondorf Nord“, „Rondorf Mitte“ und „Rondorf Süd“ vorgesehen. Die Brücke über den Verteilerkreisel soll die rote Stahlstele, die dort als Kunstwerk von Lutz Fritsch steht und zusammen mit einer gleichen Stele am Bonner Ende der A555 die Verbundenheit der beiden Städte darstellt, in ihre Gestaltung miteinbeziehen. Um die Wasserschutzzone nicht zu stark zu belasten, werden als Ausgleichsmaßnahmen die Straße „Im Wasserwerkswäldchen“ für den Durchgangsverkehr gesperrt und die Tankstelle am Verteilerkreisel geschlossen.
Durch den geplanten Ausbau des Stadtteils Rondorf und die damit zu erwartende höhere Einwohnerzahl steigt die Wahrscheinlichkeit, dass der Ausbau durch das Land Nordrhein-Westfalen förderungswürdig ist. Das Amt für Brücken, Tunnel und Stadtbahnbau der Stadt Köln hält einen Ausbau ab 2024 für möglich.

## Geschichte
| \| \| \| vom Ebertplatz \| \| \| \| \| vom Appellhofplatz \| \| \| \| \| Breslauer Platz/Hbf \| \| \| \| \| Dom/Hbf \| \| \| \| \| \| \| \| \| \| (Gleisdreieck niveaugleich) \| \| \| \| \| Rathaus \| \| \| \| \| Heumarkt \| \| \| \| \| Waidmarkt \| \| \| \| \| Severinstraße \| \| \| \| \| Kartäuserhof \| \| \| \| \| Ende des Nord-Süd-Tunnels \| \| \| \| \| Chlodwigplatz \| \| \| \| \| \| \| \| \| \| Chlodwigplatz (Haltestelle der Ringstrecke) \| \| \| \| \| Rolandstraße \| \| \| \| \| Bonntor \| \| \| \| \| Bestandsstrecke nach Marienburg \| \| \| \| \| Marktstraße \| \| \| \| \| Wendeschleife für Verstärkerzüge \| \| \| \| \| Cäsarstraße \| \| \| \| \| Bonner Straße/Gürtel \| \| \| \| \| Ahrweilerstraße \| \| \| \| \| Arnoldshöhe \| \| \| \| \| Geplanter Weiterbau Richtung Meschenich \| \| |  |                                             |                                             |
| U-Bahn-Strecke (im Tunnel) |  | vom Ebertplatz                              | vom Ebertplatz                              |
| U-Bahn-Strecke von rechts (im Tunnel) · U-Bahn-Strecke (im Tunnel) |  | vom Appellhofplatz                          | vom Appellhofplatz                          |
| U-Bahn-Strecke (im Tunnel) · U-Bahn-Bahnhof (im Tunnel) |  | Breslauer Platz/Hbf                         | Breslauer Platz/Hbf                         |
| U-Bahn-Bahnhof (im Tunnel) · U-Bahn-Strecke (im Tunnel) |  | Dom/Hbf                                     | Dom/Hbf                                     |
| U-Bahn-Abzweig geradeaus und nach links (im Tunnel) · U-Bahn-Abzweig ehemals geradeaus und nach rechts (im Tunnel) |  |                                             |                                             |
| U-Bahn-Abzweig geradeaus und ehemals von links (im Tunnel) · U-Bahn-Strecke nach rechts (außer Betrieb) (im Tunnel) |  | (Gleisdreieck niveaugleich)                 | (Gleisdreieck niveaugleich)                 |
| U-Bahn-Haltepunkt / Haltestelle (Strecke außer Betrieb) (im Tunnel) |  | Rathaus                                     | Rathaus                                     |
| U-Bahn-Turmhaltepunkt (Strecke geradeaus außer Betrieb) (im Tunnel) |  | Heumarkt                                    | Heumarkt                                    |
| U-Bahn-Bahnhof (Strecke außer Betrieb) (im Tunnel) |  | Waidmarkt                                   | Waidmarkt                                   |
| U-Bahn-Turmhaltepunkt (Strecke geradeaus außer Betrieb) (im Tunnel) |  | Severinstraße                               | Severinstraße                               |
| U-Bahn-Haltepunkt / Haltestelle (Strecke außer Betrieb) (im Tunnel) |  | Kartäuserhof                                | Kartäuserhof                                |
| U-Bahn-Tunnelende (Strecke außer Betrieb) |  | Ende des Nord-Süd-Tunnels                   | Ende des Nord-Süd-Tunnels                   |
| U-Bahn-Bahnhof (Strecke außer Betrieb) |  | Chlodwigplatz                               | Chlodwigplatz                               |
| U-Bahn-Abzweig geradeaus und nach links (Strecke außer Betrieb) · U-Bahn-Strecke von rechts (außer Betrieb) |  |                                             |                                             |
| U-Bahn-Bahnhof quer · U-Bahn-Kreuzung (Strecke geradeaus außer Betrieb) · U-Bahn-Abzweig quer und ehemals nach links |  | Chlodwigplatz (Haltestelle der Ringstrecke) | Chlodwigplatz (Haltestelle der Ringstrecke) |
| U-Bahn-Haltepunkt / Haltestelle |  | Rolandstraße                                | Rolandstraße                                |
| U-Bahn-Bahnhof |  | Bonntor                                     | Bonntor                                     |
| U-Bahn-Abzweig ehemals geradeaus und nach links |  | Bestandsstrecke nach Marienburg             | Bestandsstrecke nach Marienburg             |
| U-Bahn-Bahnhof (Strecke außer Betrieb) |  | Marktstraße                                 | Marktstraße                                 |
| |  | Wendeschleife für Verstärkerzüge            |                                             |
| U-Bahn-Haltepunkt / Haltestelle (Strecke außer Betrieb) |  | Cäsarstraße                                 | Cäsarstraße                                 |
| U-Bahn-Haltepunkt / Haltestelle (Strecke außer Betrieb) |  | Bonner Straße/Gürtel                        | Bonner Straße/Gürtel                        |
| U-Bahn-Haltepunkt / Haltestelle (Strecke außer Betrieb) |  | Ahrweilerstraße                             | Ahrweilerstraße                             |
| U-Bahn-Bahnhof (Strecke außer Betrieb) |  | Arnoldshöhe                                 | Arnoldshöhe                                 |
| U-Bahn-Strecke (außer Betrieb) |  | Geplanter Weiterbau Richtung Meschenich     | Geplanter Weiterbau Richtung Meschenich     |

Bis zum Zweiten Weltkrieg war die Kölner Altstadt durch ein dichtes Straßenbahnnetz erschlossen, das mit den umliegenden Gebäuden im Kriegsverlauf weitestgehend zerstört wurde. Nach 1945 wurden die Strecken in diesem Bereich nicht wiederaufgebaut. Zeitweise wurde eine rein oberirdische Erschließung mit einer Alwegbahn in Betracht gezogen. In den 1960er Jahren wurde zunächst der Innenstadttunnel gebaut.
Bereits zu diesem Zeitpunkt sah der Generalverkehrsplan einen Nord-Süd-Tunnel vor. Die erste konkrete Planung deckte sich schon weitestgehend mit dem heutigen Streckenverlauf, nur war im Vergleich ein kürzerer Tunnel, der nur bis zum Chlodwigplatz führen sollte, und eine Einbindung der Bestandsstrecke nach Marienburg vorgesehen. Zudem war zusätzlich eine Haltestelle am Waidmarkt in den Plänen enthalten. Durch den damals im Fuhrpark dominierenden Duewag-Gelenkwagen, der für den Einrichtungsbetrieb vorgesehen war und nur an der rechten Seite Türen besaß, war im Gegensatz zu heute eine Ausstattung der Nord-Süd-Stadtbahn mit Wendeschleifen und niederflurigen Seitenbahnsteigen vorgesehen, während die heutige Nord-Süd-Stadtbahn mit Hochflurbahnsteigen in Mittellage und Kehrgleisanlagen gebaut wird, da die eingesetzten Hochflur-Stadtbahnwagen für derartige Strecken ausgelegt sind.
Die endgültige Streckenführung wurde 1992 beschlossen. Das Planungsverfahren wurde mit dem Planfeststellungsbeschluss im Juni 2002 abgeschlossen. Baubeginn war im Januar 2004. Der Auftrag für den Rohbau von Tunnel und Haltestellen wurde am 3. November 2003 vergeben.
Alternative Streckenkonzepte sahen einen Tunnel vom Hauptbahnhof bis zum Heumarkt vor. Anschließend sollte die Nord-Süd-Stadtbahn oberirdisch über die bereits bestehende Trasse der Rheinuferbahn entlang der Rheinuferstraße geführt werden. Die Strecke hätte eine geringere Erschließungswirkung gehabt. Die geschätzten Baukosten waren jedoch deutlich niedriger.

## Bauverlauf

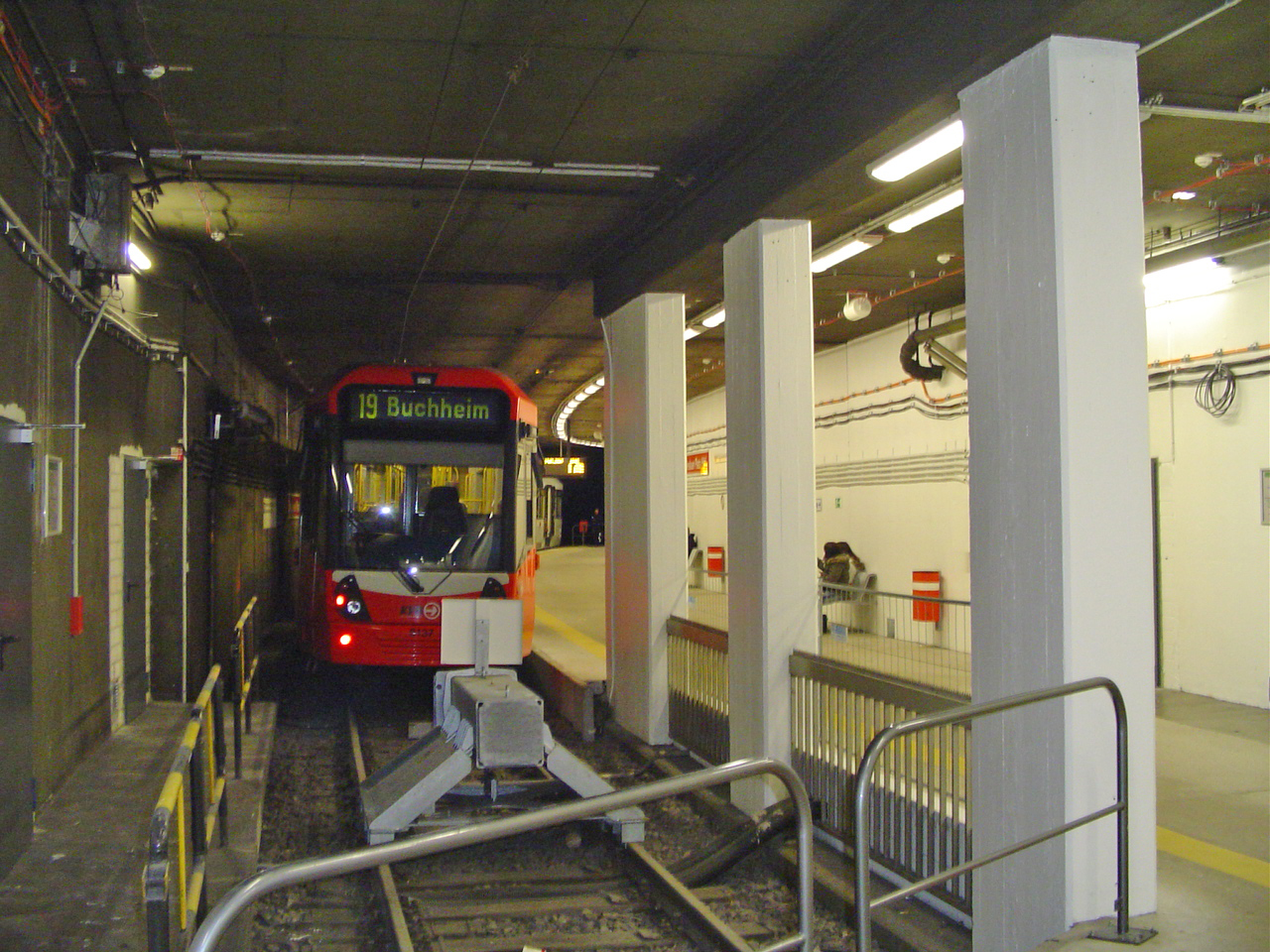
Provisorischer Kopfbahnhof am Breslauer Platz

Der erste Bauabschnitt wurde überwiegend unterirdisch gebaut. Dabei kamen drei Tunnelbohrmaschinen zum Einsatz, die nach einem Lied der Höhner auf die Namen „Tosca“, „Rosa“ und „Carmen“ getauft wurden.
Die baugleichen Maschinen Tosca und Rosa starteten ihre Schildfahrten (Schilddurchmesser 7,3 Meter) im Sommer 2006 am Bonner Wall und erreichten den Kurt-Hackenberg-Platz im Sommer 2007. Die Oströhre Tosca (Züge Richtung Innenstadt) ist 2688 Meter lang. Die Weströhre Rosa ist mit 2692,5 Metern etwas länger und wird von den Zügen Richtung Süden befahren.
Die etwas kleinere Maschine Carmen führte 2006/2007 zwei parallele Schildfahrten mit einem Schilddurchmesser von 5,7 Metern und einer Gesamtlänge von 259 Metern vom Breslauer Platz unter dem Bahndamm am Hauptbahnhof durch. Die Verbindung der beiden Röhren mit dem Kurt-Hackenberg-Platz wurde wegen der beengten Platzverhältnisse unter der Philharmonie im Druckluftvortrieb durchgeführt.
Die Haltestellen entstanden zwischen den beiden Tunnelröhren. Dazu wurden Schlitzwandkästen erstellt. Je nach Platzverhältnissen wurden diese von den Tunnelbohrmaschinen durchfahren oder zwischen die Röhren gebaut und dann unter Bodenvereisung oder Druckluft Durchbrüche in die Tunnelröhren geschaffen.
Im Januar 2009 begannen die Bauarbeiten für die zweite Baustufe zwischen Bonner Wall und Rhein.
Zum Fahrplanwechsel am 11. Dezember 2011 wurde die komplett umgebaute Haltestelle Breslauer Platz/Hbf als erster Teil der Nord-Süd-Stadtbahn in Betrieb genommen.
Aufgrund der Bauverzögerungen wurde auf Grundlage eines Ratsbeschlusses der Stadt Köln am 9. Dezember 2012 die nördliche Teilstrecke Dom/Hbf - Rathaus vorzeitig eröffnet. Im Dezember 2013 folgte die Inbetriebnahme des nächsten Teilstücks bis zum Heumarkt (Kreuzungsbahnhof mit der Ost-West-Strecke).
Nachdem der gerichtlich bestellte Gutachter im Mai 2018 erklärte, für ihn seien die Untersuchungen zum Einsturz der U-Bahn-Baustelle und des Kölner Stadtarchivs nun abgeschlossen, erschien es möglich, die Bauarbeiten am Waidmarkt kurzfristig wieder aufzunehmen. Dann wäre eine Fertigstellung der durchgehenden Strecke 2022 denkbar gewesen.
Im September 2018 erteilte jedoch die 5. Zivilkammer am Landgericht Köln einen neuen Auftrag an den Gutachter Hans-Georg Kempfert. Er musste nun in weit mehr als 30 Metern Tiefe die natürliche Kohleschicht unter dem Waidmarkt untersuchen.
Die Stadt Köln rechnete im Februar 2019 für die Sanierung mit einem Baubeginn Mitte 2020; mit der Fertigstellung und Inbetriebnahme der 1. Baustufe wurde für Ende der 2020er gerechnet.
Mit Stand Winter 2019/2020 sollte die Beweisaufnahme am Waidmarkt durch Kempfert im Sommer 2020 abgeschlossen werden. Die Sanierung des Gleiswechselbauwerkes sollte in der ersten Jahreshälfte 2021 begonnen werden können.
Am 29. Juni 2020 stimmte der Kölner Stadtrat einem Vergleich zu. Dieser sieht vor, dass die ARGE (Arbeitsgemeinschaft, bestehend aus Bilfinger SE, Wayss & Freytag Ingenieurbau AG und Ed. Züblin AG) der Stadt 600 Millionen Euro zahlt, die Sanierung und Fertigstellung des Gleiswechselbauwerks garantiert und einen Gedenkraum innerhalb des Bauwerks errichtet. Gleichzeitig lässt die Stadt alle Ansprüche gegen die ARGE fallen. Durch den Vergleich wird laut Stadt ein langjähriger Rechtsstreit vermieden und gleichzeitig gibt es nun einen realistischen Zeitplan für die Inbetriebnahme der Nord-Süd-Stadtbahn als eines Ganzen.
Im November 2020 wurden die Bauarbeiten am Waidmarkt wieder aufgenommen. Ende 2024 wurde die Baugrube vollständig durch 153 Stahlbetonplatten abgedeckt. Die Fertigstellung ist für 2032 geplant.

## Betriebskonzept
Das Betriebskonzept für die Nord-Süd-Stadtbahn sah die Bedienung des Hauptabschnitts mit zunächst 18 Zugpaaren pro Stunde vor:
- die Linie 5 (Sparkasse am Butzweilerhof – Heumarkt) sollte von der Haltestelle Heumarkt zunächst bis zur Marktstraße, nach Fertigstellung der dritten Baustufe zur Arnoldshöhe verlängert werden, langfristig sollte sie in einer vierten Baustufe über Rondorf bis Meschenich verkehren[40]
- die Linie 16 (Niehl – Bonn-Bad Godesberg) sollte am Breslauer Platz ihren bisherigen Linienweg verlassen und auf der Nord-Süd-Stadtbahn fahren. Am Bonner Wall sollte sie aus der Hauptstrecke ausfädeln und im Zuge der zweiten Baustufe zur Haltestelle Schönhauser Straße geführt werden, wo sie wieder auf ihren bisherigen Linienweg Richtung Bonn treffen soll;[40]
- die Linie 17 (Reichenspergerplatz – Bonn Hbf.) sollte innerhalb Kölns zusammen mit der 16 verkehren, bei Godorf über eine neue Brücke die Rheinseite wechseln und über Niederkassel und Bonn-Beuel zum Bonner Hauptbahnhof fahren.[40]

Damit sollte die Linie 16 deutlich beschleunigt werden, weil der Umweg über die Ringe bis zum Barbarossaplatz, um in den Innenstadttunnel zu gelangen, entfiele. Außerdem hätte damit der Mischbetrieb von Hochflur- und Niederflur-Fahrzeugen auf den südlichen Ringen geendet und der stark belastete Innenstadttunnel wäre etwas entlastet worden.
Alle drei Zuggruppen sollen im 10-Minuten-Takt verkehren, zunächst war Doppeltraktionen vorgesehen. Die Anlagen der Nord-Süd-Stadtbahn sind mit einer Bahnsteiglänge von 90 m auf Dreifachtraktionen ausgelegt.
Der U-Bahnhof Heumarkt ist eine Verbindungsstation zur Ost-West-Stadtbahn, welche nach Beschluss des Rats der Stadt zwischen Heumarkt und Moltkestraße ebenfalls in einen Tunnel verkehren wird.

## Teilinbetriebnahme

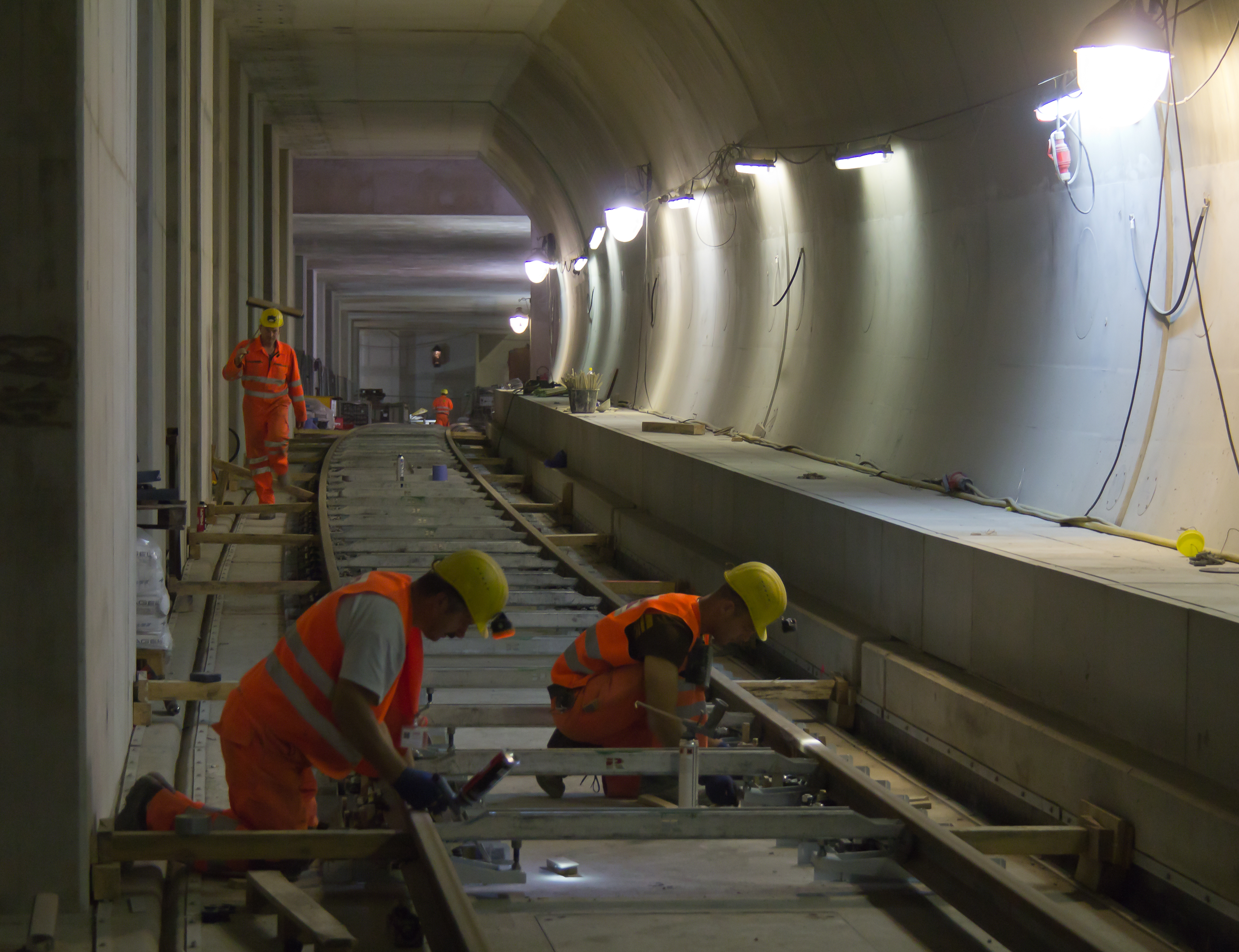
Montage von Schienen im Tunnel zwischen Dom/Hbf und Rathaus

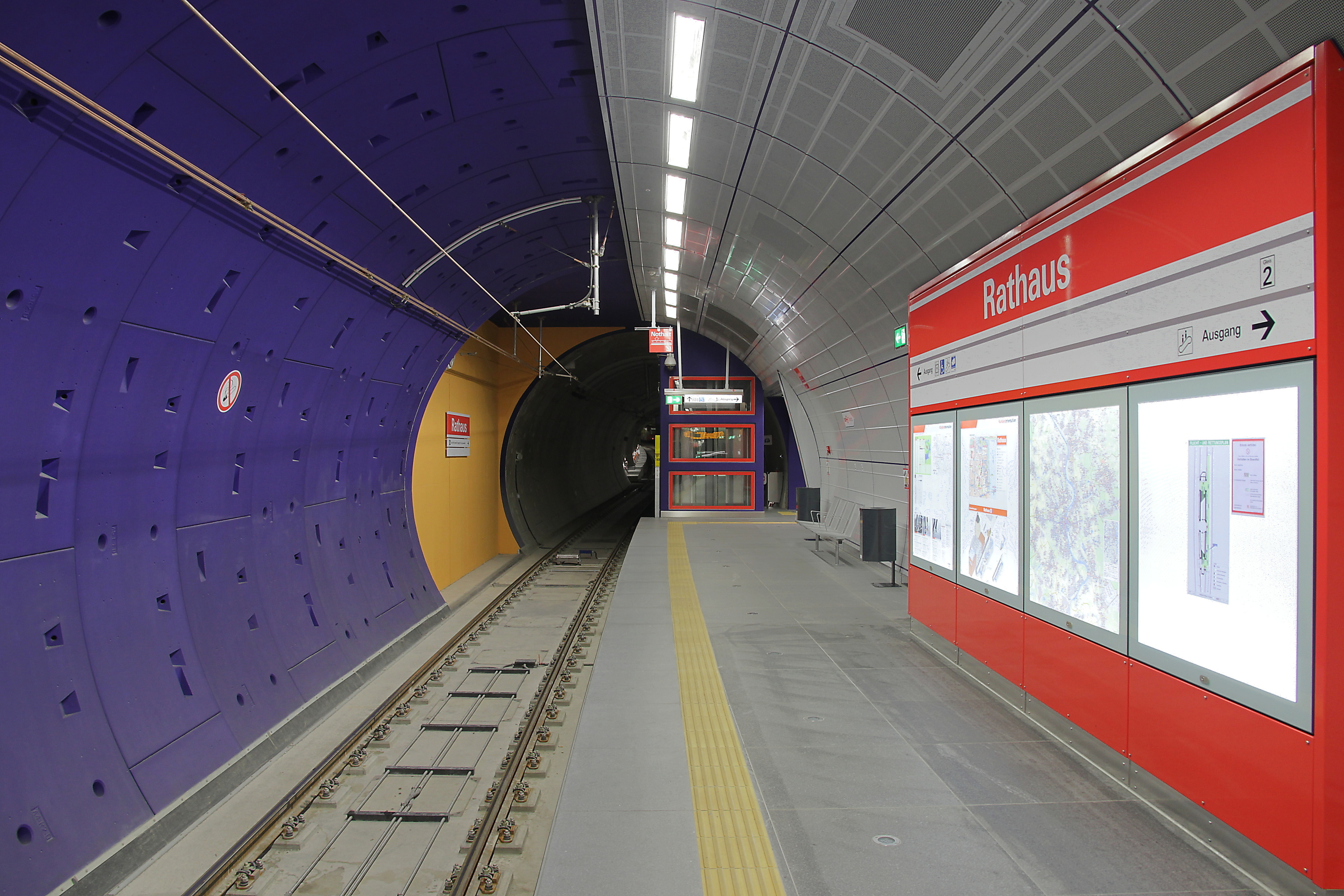
Die Haltestelle Rathaus kurz nach der Inbetriebnahme (2012)

Da die Bauarbeiten am Waidmarkt seit 2009 ruhen, nahm die KVB zunächst den nördlichen Abschnitt als Stichstrecke in Betrieb: Seit dem 9. Dezember 2012 fährt die Linie 5 ab Dom/Hauptbahnhof weiter zur neuen Haltestelle Rathaus und seit dem 15. Dezember 2013 bis zum Heumarkt, anstatt wie bis Dezember 2012 nördlich zum Reichenspergerplatz. Für die Teilinbetriebnahme waren zusätzliche Investitionen von etwa vier Millionen Euro für Provisorien erforderlich. Zudem wurde der Bau eines für die Ost-West-Strecke vorgesehenen Unterwerks am Heumarkt vorgezogen und zunächst für die Nord-Süd-Stadtbahn zweckentfremdet. Für den Rückbau der Provisorien muss der Nordteil vor der Inbetriebnahme der Gesamtstrecke für etwa sechs Monate stillgelegt werden.
Zum Fahrplanwechsel am 13. Dezember 2015 wurde auch der südliche Abschnitt der Nord-Süd-Stadtbahn ab der Haltestelle Severinstraße vorzeitig in Betrieb genommen, womit ab dann jede neue Nord-Süd-Stadtbahn-Haltestelle in Betrieb war. Dort fährt die Linie 17 von der Severinstraße über die Haltestellen Kärtauserhof, Chlodwigplatz, Bonner Wall und den zweiten Bauabschnitt zur Strecke der Rheinuferbahn und endet in Rodenkirchen (Rodenkirchen Bf) bzw. Sürth (Sürth Bf). Alle anfallenden Kosten wollen die KVB und die Stadtwerke übernehmen. Denkbar war zunächst auch eine Pendellinie zur Marktstraße (insgesamt nur 5 Stationen), die allerdings ähnlich der ehemaligen Berliner U55 keine Gleisverbindung zum übrigen Netz gehabt hätte und auch keine so hohe Wirksamkeit wie die tatsächliche Umsetzung gehabt hätte.
Seit der Inbetriebnahme im Dezember 2015 ist die Linie 17 die mit Abstand kürzeste (Fahrtzeit: max. 15 Minuten) und mit Abstand am wenigsten genutzte Stadtbahnlinie Kölns. Zudem ist sie die einzige Linie, die standardmäßig als Einzeltraktion fährt.

## Katastrophen und Zwischenfälle

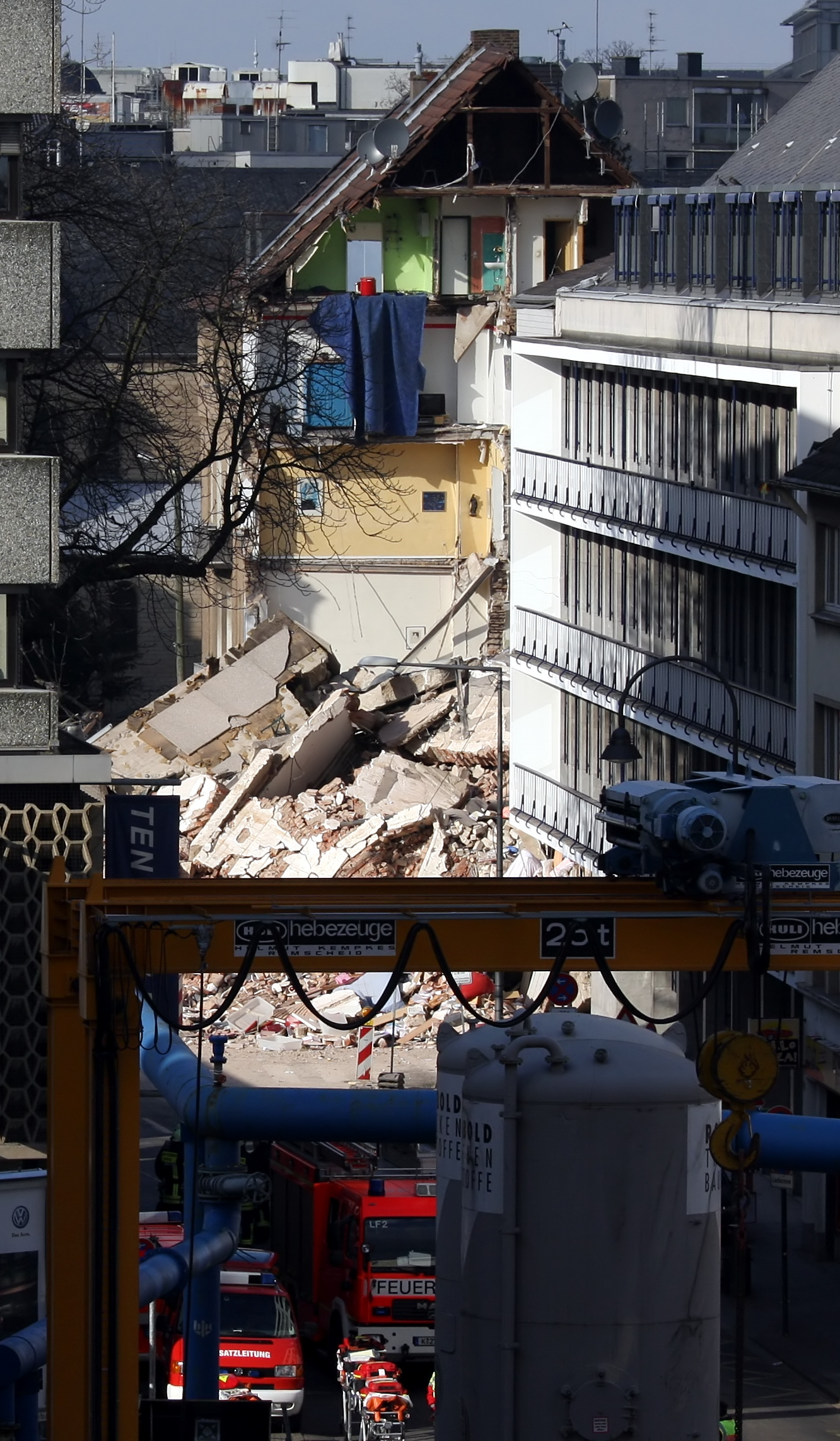
Das eingestürzte Gebäude mit dem Nachbarhaus

Beim Bau der Nord-Süd-Stadtbahn kam es zu Schäden an zahlreichen Gebäuden. Am bekanntesten wurde 2004 die Neigung des Kirchturms von St. Johann Baptist. 2007 senkte sich der Rathausturm des Historischen Rathauses um sieben Millimeter, so dass der Turmkeller, in dem Risse auftraten, aus Sicherheitsgründen für Trauungen gesperrt wurde. Diese Setzungen hätten laut KVB „im normalen Rahmen“ gelegen. In der romanischen Kirche St. Maria im Kapitol gab es im März 2009 Schäden an einem Rundbogen und der Gewölbedecke. Ein Koordinator des TÜV bestätigte 2009, dass etwa 60 Prozent aller begutachteten Häuser Schäden durch den U-Bahn-Bau genommen hatten, diese seien jedoch nicht gefährlich und die Gebäude uneingeschränkt nutzbar.
Beim Einsturz des Historischen Archivs am 3. März 2009, der durch einen Wassereinbruch infolge von Baufehlern und einem damit verbundenen Loch in einer Schlitzwand verursacht wurde, starben zwei Menschen, die sich in den ebenfalls zerstörten Nachbargebäuden aufgehalten hatten.
Zwischenfälle während des Baus mit kleineren Auswirkungen waren beispielsweise die Beschädigung einer Gasleitung am Kurt-Hackenberg-Platz durch einen Bagger, so dass in weiten Teilen der Innenstadt vier Stunden lang der Strom abgeschaltet werden musste.
Am Kölner Dom kam es durch den regulären Betrieb im nahegelegenen Teilstück Anfang 2013 zu „Vibrationen und minimaler Schallübertragung“ im Kölner Dom. Nach einer zeitweisen Geschwindigkeitsbeschränkung für die Bahnen wurden im Dezember 2013 Gummidämpfer („Kölner Ei“) eingebaut.
Eine Fertigstellung der durchgehenden Verbindung in die Innenstadt über die Haltestelle Waidmarkt wurde nach Wiederaufnahme der Arbeiten erst ca. 2028 erwartet und ist aufgrund von Verzögerungen bei Untersuchungen inzwischen auf 2032 verschoben worden. Verlässliche Angaben der Bauunternehmen sind allerdings noch nicht vorhanden, da hier laut eigener Aussage auf die Fertigstellung von Untersuchungen und die anschließende Planung gewartet werden muss.

## Auswirkungen auf das vorherige Bestandsnetz

### Strecke von Chlodwigplatz nach Marienburg Südpark (Linie 6)
| \| \| \| Chlodwigplatz (Links: alte Hst, Rechts: neue Hst) \| \| \| \| Rolandstraße \| \| \| \| Bonntor \| \| \| \| Koblenzer Straße Abzweig zum ehem. Betriebshof \| \| \| \| Tacitusstraße \| \| \| \| Goltsteinstraße/Gürtel \| \| \| \| Marienburger Straße \| \| \| \| Marienburg Südpark \| |  |                                                   |                                                   |
| ehemaliger U-Bahn-Bahnhof quer · U-Bahn-Abzweig quer und ehemals von rechts · U-Bahn-Haltepunkt / Haltestelle quer |  | Chlodwigplatz (Links: alte Hst, Rechts: neue Hst) | Chlodwigplatz (Links: alte Hst, Rechts: neue Hst) |
| U-Bahn-Haltepunkt / Haltestelle (Strecke außer Betrieb) |  | Rolandstraße                                      | Rolandstraße                                      |
| U-Bahn-Haltepunkt / Haltestelle (Strecke außer Betrieb) |  | Bonntor                                           | Bonntor                                           |
| U-Bahn-Bahnhof (Strecke außer Betrieb) |  | Koblenzer Straße Abzweig zum ehem. Betriebshof    | Koblenzer Straße Abzweig zum ehem. Betriebshof    |
| U-Bahn-Haltepunkt / Haltestelle (Strecke außer Betrieb) |  | Tacitusstraße                                     | Tacitusstraße                                     |
| U-Bahn-Haltepunkt / Haltestelle (Strecke außer Betrieb) |  | Goltsteinstraße/Gürtel                            | Goltsteinstraße/Gürtel                            |
| U-Bahn-Haltepunkt / Haltestelle (Strecke außer Betrieb) |  | Marienburger Straße                               | Marienburger Straße                               |
| U-Bahn-Kopfbahnhof Streckenende (Strecke außer Betrieb) |  | Marienburg Südpark                                | Marienburg Südpark                                |

Die Straßenbahnstrecke der Linie 6 vom Chlodwigplatz nach Marienburg Südpark wurde im Rahmen der Bauarbeiten auf der Bonner Straße zum 30. August 2002 stillgelegt. Zuletzt wurde sie nur noch von Montag bis Freitag bedient. Der nördliche Teil von Chlodwigplatz nach Bonntor wird durch die Nord-Süd-Stadtbahn ersetzt, der südliche Teil wird mit Bussen der Linie 106 bedient. Die nördliche Fortsetzung der Linie 6 bis Longerich wurde durch eine Taktverdichtung der auf gleicher Strecke verkehrenden Linie 15 kompensiert.

## Archäologie
Während der Bauarbeiten an der Nord-Süd-Stadtbahn, deren Tunnelröhren in einer Tiefe von bis zu 28,50 m, und somit unterhalb archäologisch relevanter Schichte liegen, wurden im Bereich der Haltestellen und technischen Bauwerke folgende archäologischen Objekte gefunden.

### Römisches Hafentor

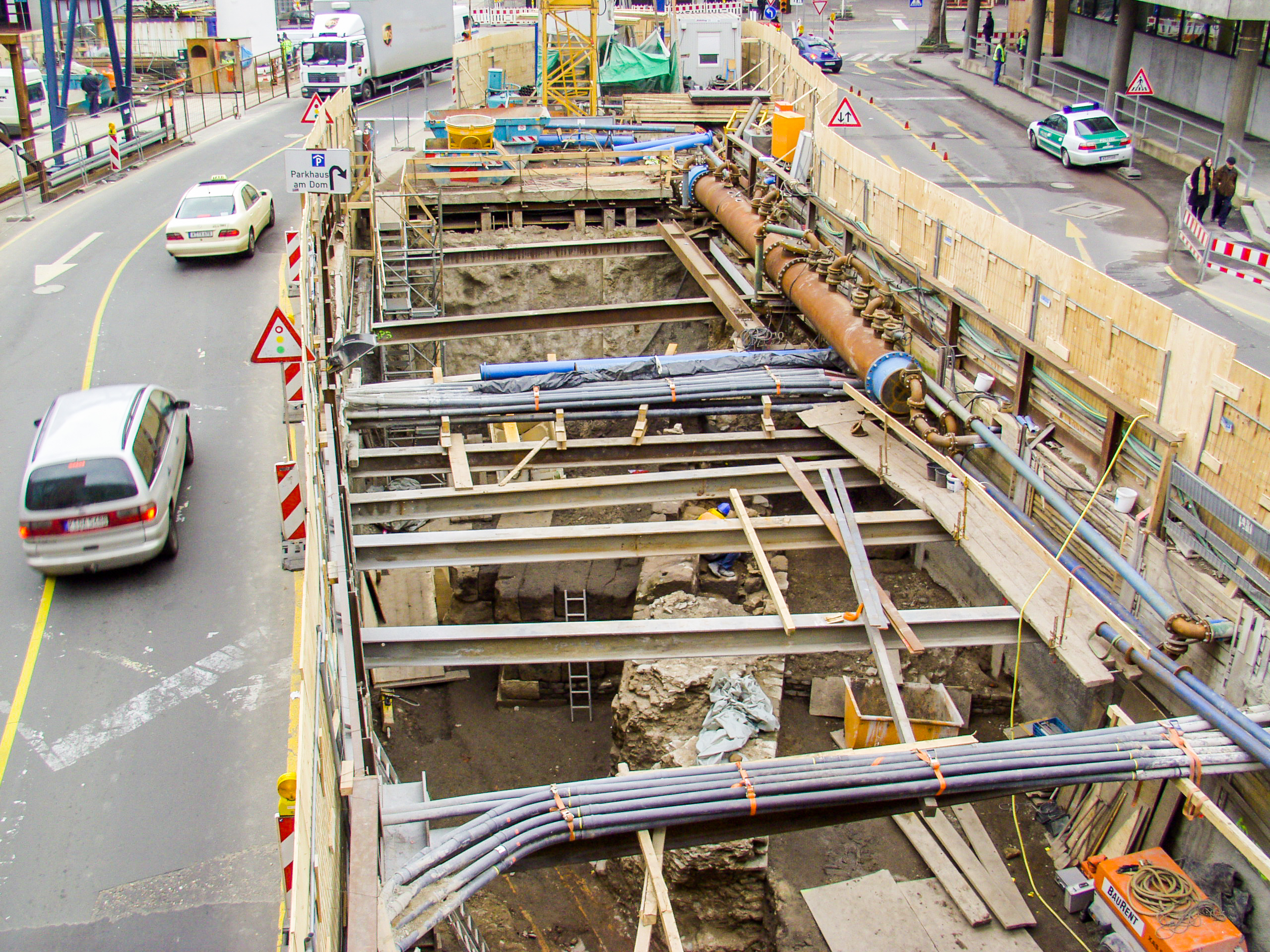
Ausgrabung römisches Hafentor, 2008

Im Bereich des Kurt-Hackenberg-Platzes wurde ein römisches Hafentor gefunden. An der Innenseite der am Ende des 1. Jahrhunderts n. Chr. errichteten östlichen Seite der römischen Stadtmauer wurde der Unterbau eines 7,4 m breiten und 6,5 m tiefen Torhauses mit einer lichten Weite von 2,7 m ausgegraben. Der Fund wurde als erhaltensfähig eingestuft und für den weiteren Bau wurde das 400 t schwere Mauerwerk an Stahlseilen frei aufgehängt. Nur das Fundament musste für den Weiterbau weichen. Möglich wurde dies durch die „herausragende Materialqualität des römischen Gussmauerwerks, das selbst heutigen DIN-Normen gerecht wird“. Für die Zukunft ist geplant, das römische Bauwerk der Öffentlichkeit im Rahmen der geplanten „Historischen Mitte Köln“ zugänglich zu machen. Dazu wurde bereits als Vorleistung ein unterirdischer Besucherraum errichtet.

### Römische Hangstützmauer

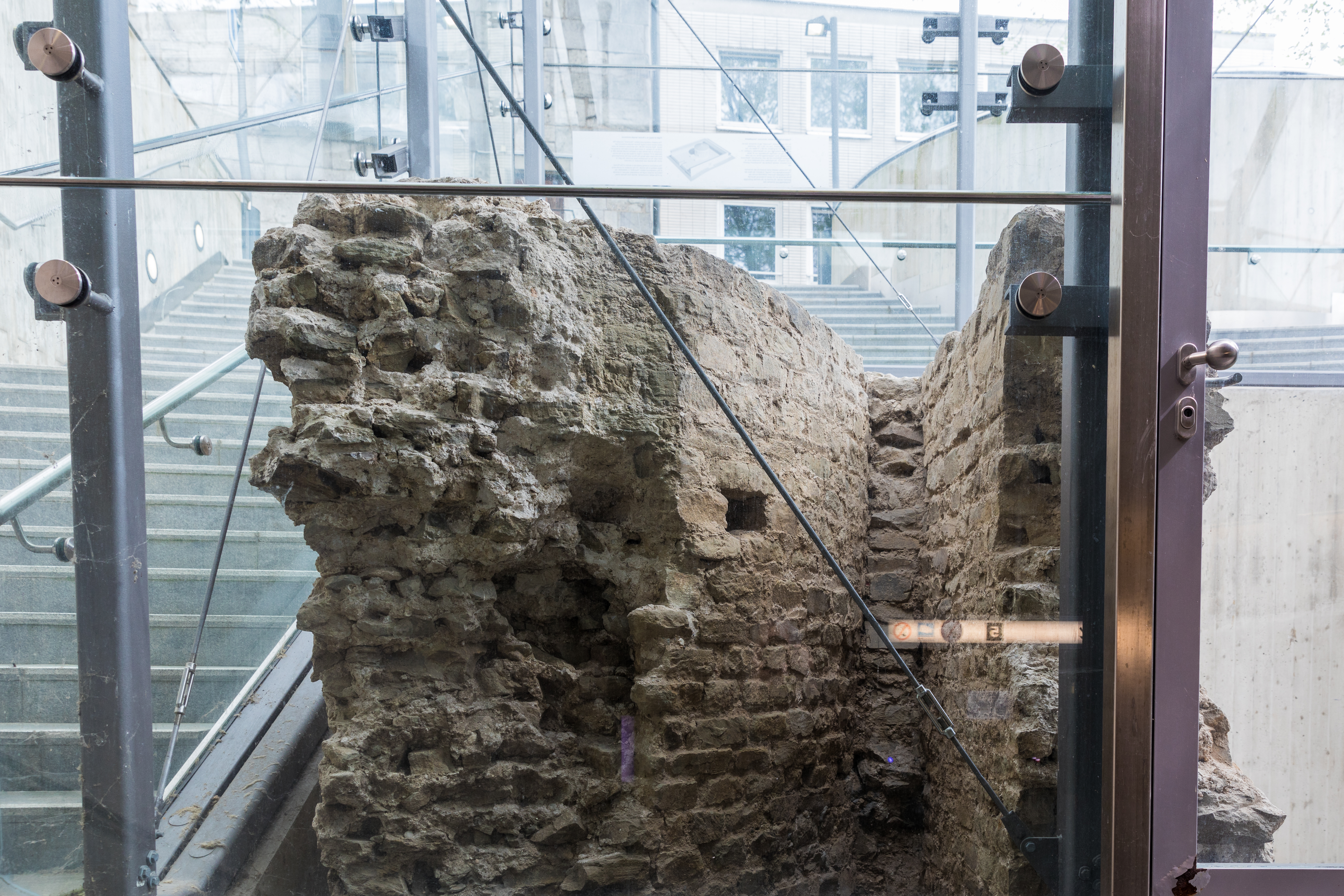
Römische Hangstützmauer im Bereich des Eingangs zur Stadtbahn-Haltestelle Heumarkt am Elogiusplatz mit Schutzbau

Im Bereich des U-Bahnhofs Heumarkt wurde ein Teilstück einer römischen Hangstützmauer ausgegraben. Im Bereich der Baugrube für die U-Bahn-Station befand sich in der Antike ein Tempelbezirk, errichtet um 100 n. Chr. an der heutigen Pipinstraße/Kleine Sandkaul. Im Zentrum lag ein Rundtempel, zu dem von der Rheinfront und der dortigen Stadtmauer eine Treppenanlage mit Stützmauern führte. In dem archäologischen Befund fanden sich noch die Ausbruchspuren von Treppenstufen.
Ein gläserner Schutzbau sichert das Bodendenkmal im Bereich eines fächerartig gebauten Zugang zur U-Bahn-Station am heutigen Elogiusplatz östlich von Klein St. Martin.

### Spätmittelalterliches Bollwerk

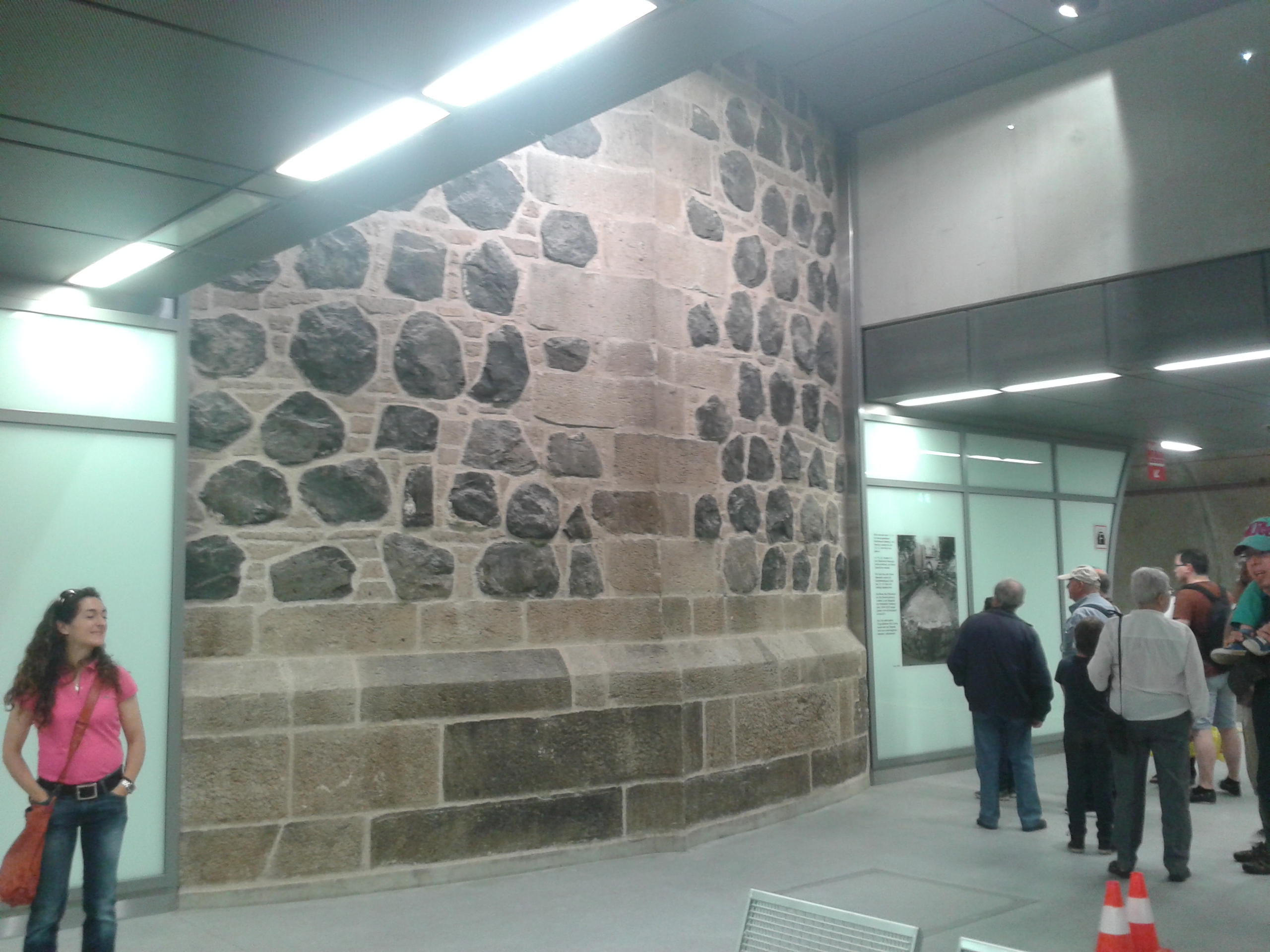
Translozierte Front am Bahnsteig

Vor der Severinstorburg am Chlodwigplatz wurde ein spätmittelalterliches Bollwerk ausgegraben. 2005 wurden Überreste des spätmittelalterlich-frühneuzeutlichen Bastionsvorwerks der Torburg gefunden. Dazu gehörte ein hufeisenförmiges Kanonenbollwerk, das aus ursprünglich drei mit Schießscharten versehenen Stockwerken aus dem 15. Jahrhundert bestand. Ende des 19. Jahrhunderts wurde der Festungsturm niedergelegt, wobei das Untergeschoss im Boden erhalten blieb. Das Mauerwerk besteht aus Basalt- und Tuffsteinen, die mit Trachytblöcken akzentuiert sind.
Eine Erhaltung In situ war nicht möglich, so dass eine 5,5 m hohe und ebenso breite Front in 17 m Tiefe an einen Bahnsteig des U-Bahn-Bauwerks transloziert wurde.